# Muraena argus
Muraena argus är en fiskart som först beskrevs av Steindachner, 1870.  Muraena argus ingår i släktet Muraena och familjen Muraenidae. IUCN kategoriserar arten globalt som livskraftig. Inga underarter finns listade i Catalogue of Life.